# Moon Se-yoon
 ngày 11 tháng năm 1982 
</br> Seoul, hàn quốcHiện tại 2002
Moon Se-yoon (sinh ngày 11 tháng 5 năm 1982), là một diễn viên hài Hàn Quốc, Anh đã ký hợp đồng với FNC Entertainment.

## Danh sách phim

### Chương trình thực tế
| Năm           | Tên                                                         | Kênh      | Vai trò                                              | Ghi chú                   |
| ------------- | ----------------------------------------------------------- | --------- | ---------------------------------------------------- | ------------------------- |
| 2002          | Gag-concert                                                 | KBS2      | Cast                                                 | Disgrace of a Family skit |
| 2002          | Good Friends                                                | SBS       |                                                      |                           |
| 2005          | People Looking for a Laugh                                  | SBS       | Cast                                                 |                           |
| 2005          | English Magic School (잉글리시 매직 스쿨)                   | SBS       | Cast                                                 |                           |
| 2006          | Comedy Countdown (코미디 카운트)                            | ComedyTV  |                                                      |                           |
| 2008          | Live animal (동물 이 산다)                                  | ComedyTV  | Cast                                                 |                           |
| 2013-nay      | Comedy Big League                                           | tvN       | Cast                                                 | Mùa 3-nay                 |
| 2015- nay     | Delicious Guys                                              | ComedyTV  | Host với Yoo Min-sang, Kim Jun-hyun và Kim Min-kyung |                           |
| 2016          | Real Men                                                    | MBC       | Cast                                                 | Diễn viên hài đặc biệt    |
| 2016          | Singing Battle – Victory                                    | KBS2      | Thí sinh (Đội Lee Sang-min)                          | Pilot                     |
| 2016-2017     | Mr. House Husband                                           | KBS2      | Tham luận viên                                       | Mùa 1                     |
| 2017          | One Night Food Trip: Eating Race (원나잇 푸드: 먹방 레이스) | tvN       | Thí sinh                                             | Tập 1                     |
| 2017          | King of Mask Singer                                         | MBC       | Thí sinh                                             | Tập 105-106               |
| 2017          | I Can See Your Voice                                        | Mnet, tvN | Đội thám tử khiếm thính                              | Phần 4, tập 10            |
| 2017          | Battle Trip                                                 | KBS2      | Thí sinh cùng Yoo Min-sang                           | Tập 68-69                 |
| 2018-nay      | Amazing Saturday                                            | tvN       | Cast                                                 |                           |
| 2018 20152019 | Salty Tour                                                  | tvN       | Cast                                                 | Tập 25 - 78               |
| 2019          | The Ranksters                                               | tvN       | Cast                                                 | Tập 1 - 8                 |
| 2019          | Tell Me                                                     | JTBC      | Cast                                                 | Tập 1 - 10                |
| 2019-nay      | 2 ngày 1 đêm                                                | KBS2      | Cast                                                 |                           |

### Phim truyền hình
| Năm  | Tiêu đề                                 | Kênh                | Vai diễn                   | Ghi chú                      |
| ---- | --------------------------------------- | ------------------- | -------------------------- | ---------------------------- |
| 2006 | Elephant (TV series)                    | MBC                 | Chúa tể báo thù            |                              |
| 2008 | Hong Gil-dong                           | KBS2                | Ông Yeon                   |                              |
| 2008 | Seoul Warrior Story (무림 전)           | MBC                 | Lee Man-gi                 |                              |
| 2008 | 환상 기담                               | MBC Every 1         | Yeongmin                   |                              |
| 2013 | MBC Drama Festival - Survival in Africa | MBC                 | Park Eun-seong             |                              |
| 2013 | Drama Special - Sống thử kỳ lạ (동거)   | KBS2                | Cư dân phòng 504           | Diễn viên phụ                |
| 2014 | Cheo Yong                               | OCN                 | Người quay phim thợ săn ma | Khách mời xuất hiện (tập 2)  |
| 2015 | Misaengmul                              | tvN                 | Giám đốc điều hành         | Nhân vật phụ                 |
| 2015 | The Superman Age                        | tvN                 | Moon Se-yoon               | Xuất hiện đặc biệt           |
| 2015 | High-End Crush                          | NAVER TV Cast, Sohu | Jang Sae-yoon              | Nhân vật phụ                 |
| 2016 | One More Happy Ending                   | MBC                 | Thần tình yêu Cupid        | Xuất hiện đặc biệt           |
| 2016 | Click Your Heart (TV series)            | NAVER TV            | Tài xế xe buýt             | Diễn viên phụ                |
| 2016 | Cinderella with Four Knights            | tvN                 | Quản lý cửa hàng tiện lợi  | Xuất hiện đặc biệt (tập 1-2) |

### Phim
| Năm  | Tiêu đề                  | Vai trò                       | Ghi chú            |
| ---- | ------------------------ | ----------------------------- | ------------------ |
| 2006 | Mr. Wacky                | Y tá trường                   | Xuất hiện đặc biệt |
| 2006 | Like a Virgin            | Người khổng lồ 1              |                    |
| 2007 | Love Exposure            | DJ Đài phát thanh             | Xuất hiện đặc biệt |
| 2007 | Hellcats                 | Nhà tạo mẫu tóc của Ah-mi     |                    |
| 2008 | Radio Dayz               | Đảng viên chính trị 3         |                    |
| 2008 | My Mighty Princess       | Đội trưởng của một câu lạc bộ |                    |
| 2010 | Foxy Festival            | Deok-gu                       |                    |
| 2011 | Penny Pinchers           | Sysop                         |                    |
| 2013 | Incomplete Life: Prequel | Kim Dong-sik                  | Nhân vật chính     |
| 2014 | The Wicked               | Trợ giảng giảng dạy đại học   |                    |
| 2016 | Mood of the Day          | Cửa hàng sửa chữa ô tô cơ sở  |                    |
| 2016 | Half                     | Màu hồng                      |                    |
| 2016 | Familyhood               | Người phát thanh giải trí     | Xuất hiện đặc biệt |
| 2017 | Fabricated City          | Người kể chuyện tài liệu      | Xuất hiện đặc biệt |

## Đề cử và giải thưởng
| Năm  | Giải thưởng                  | thể loại             | Đề cử công việc | Kết quả | Tham chiếu |
| ---- | ---------------------------- | -------------------- | --- | ------- | ---------- |
| 2006 | Korean Film Awardslần thứ 5  | Best New Actor       | Like a Virgin \| style="background: #FDD; color: black; vertical-align: middle; text-align: center; " class="no table-no2"\|Đề cử |         |            |
| 2016 | Cable TV Broadcasting Awards | Delicious Star Award | style="background: #99FF99; color: black; vertical-align: middle; text-align: center; " class="yes table-yes2"\|Đoạt giải         |         |            |